# エライ・キュマルト
- エライ・ジョメルト

エライ・エルヴィン・キュマルト（Eray Ervin Cömert、1998年2月4日 - ）は、スイス・ラインフェルデン出身のサッカー選手。プリメーラ・ディビシオン・レアル・バリャドリード所属。スイス代表。ポジションはディフェンダー。

## 経歴

### クラブ
キュマルトはFCコンコルディア・バーゼルでサッカーを始めた。2009年、FCバーゼルのユースチームに移籍した。2016年2月10日、FCチューリッヒとの試合でバーゼルのトップチームデビューを果たした 。この2015-16シーズンは、ウルス・フィッシャー監督も下バーゼルはリーグ優勝を成し遂げ、実に7度目のリーグ優勝となった。
翌2016-17シーズンは、バーゼルのU-19チームでのプレーとなったが、UEFAユースリーグではベスト8でアーセナルFCを破り、クラブ史上初のベスト4進出に貢献した。
2017年3月8日、2016-17シーズン終了までの契約でFCルガーノへレンタル移籍した。ルガーノではリーグ戦12試合に出場し、クラブを降格から救った。バーゼルに復帰後、2017-18シーズンも引き続きレンタル移籍が発表され、FCシオンへの加入が発表された。
2018-19シーズン、バーゼルはスイス・カップを制したが、キュマルトは2試合のみの出番に終わった。
2022年1月25日、バレンシアCFと2026年までの契約を締結した。

### 代表
キュマルトはトルコ人の両親の下、スイスに生まれ、スイス代表にはU-16世代から招集され始めた。
「Cömert」はトルコ語では「ジョメルト」と発音される。
2019年11月18日、UEFA EURO 2020予選のジブラルタル代表戦にて、後半25分にマヌエル・アカンジとの交代でスイスA代表デビューを果たした。

## 代表歴

### 出場大会
- スイス代表
  - 2022 FIFAワールドカップ

### 試合数
- 国際Aマッチ 14試合 0得点（2019年-）[10]

| スイス代表 | 国際Aマッチ | 国際Aマッチ |
| 年         | 出場        | 得点        |
| ---------- | ----------- | ----------- |
| 2019       | 1           | 0           |
| 2020       | 2           | 0           |
| 2021       | 4           | 0           |
| 2022       | 5           | 0           |
| 2023       | 2           | 0           |
| 2024       |             |             |
| 通算       | 14          | 0           |

## タイトル
バーゼル
- スイス・スーパーリーグ: 2015-16, 2016-17
- スイス・カップ: 2016-17, 2018-19